# 波多野貴文
波多野 貴文（はたの たかふみ、1973年9月3日 - ）は、日本のテレビドラマの演出家、映画監督。

## 経歴
熊本県山鹿市出身。熊本県立鹿本高等学校、日本大学生産工学部建築工学科卒業。2005年に『逃亡者 木島丈一郎』でテレビドラマ初演出。2010年に『SP THE MOTION PICTURE』で映画監督デビュー。

## 作品

### テレビドラマ

#### 監督作品（テレビドラマ）
- 逃亡者 木島丈一郎（2005年、フジテレビ）
- エジソンの母（2008年、TBS）
- ブラッディ・マンデイ Season1（2008年、TBS）
- サマヨイザクラ（2009年、フジテレビ）
- SP 革命前日（2011年、フジテレビ）
- 終電バイバイ（2013年、TBS）
- 安堂ロイド〜A.I. knows LOVE?〜（2013年、TBS）
- BORDER 警視庁捜査一課殺人犯捜査第4係（2014年、テレビ朝日）
- 翳りゆく夏（2015年、WOWOW）
- 天使と悪魔-未解決事件匿名交渉課-（2015年、テレビ朝日）
- コールドケース 〜真実の扉〜（2016年、WOWOW）
  - コールドケース2 〜真実の扉〜（2018年、WOWOW）
  - コールドケース3 〜真実の扉〜（2020-2021年、WOWOW）

- わたしに運命の恋なんてありえないって思ってた（2016年、関西テレビ）
- ドラマスペシャル 警部補・碓氷弘一 〜殺しのエチュード〜（2017年、テレビ朝日）
  - ドラマスペシャル 警部補・碓氷弘一 〜マインド〜（2018年、テレビ朝日）

#### 監督以外の作品（テレビドラマ）
- ラブとエロス（1998年、TBS）演出補
- 最後のデート（1999年、TBS）演出補
- 独身生活（1999年、TBS）演出補
- ディア・フレンド（1999年、TBS）演出補
- ブラック・ジャック（2000年、TBS）演出補
- 百年の物語（2000年、TBS）演出補
- オヤジぃ。（2000年、TBS）演出補
- 世界で一番熱い夏（2001年、TBS）演出補
- 夢のカリフォルニア（2002年、TBS）演出補
- おとうさん（2002年、TBS）演出補
- マンハッタンラブストーリー（2003年、TBS）演出補
- 離婚旅行（2003年、TBS）演出補
- SP 警視庁警備部警護課第四係（2007年、フジテレビ）演出

### 映画

#### 監督作品（映画）
- SP THE MOTION PICTURE「野望篇」「革命篇」（2010年・2011年）
- オズランド 笑顔の魔法おしえます。 (2018年10月26日公開)
- サイレント・トーキョー（2020年12月4日公開）

#### 監督以外の作品（映画）
- 踊る大捜査線 THE MOVIE 2 レインボーブリッジを封鎖せよ!（2003年）演出助手
- 交渉人 真下正義（2005年）助監督
- サマータイムマシン・ブルース（2005年）助監督
- UDON（2006年）監督補
- 少林少女（2008年）監督補